# Aponévrose du muscle biceps brachial
L'aponévrose du muscle biceps brachial (ou aponévrose bicipitale) est une large aponévrose située dans la fosse cubitale. Il sépare les structures superficielles des structures profondes dans une grande partie de la fosse.

## Structure
L'aponévrose du muscle biceps brachial provient du bord médial du tendon terminal du muscle biceps brachial et de sa face ventrale.
Elle se termine dans l'aponévrose des muscles épitrochléens.

### Variantes
Certaines personnes (environ 3% de la population) ont une artère ulnaire superficielle qui s'étend superficiellement jusqu'à l'aponévrose bicipitale plutôt qu'en dessous. Ces personnes risquent d'être blessé accidentellement à l'artère ulnaire lors d'une prise de sang.

## Anatomie fonctionnelle
Elle renforce la fosse cubitale et protège l'artère brachiale et le nerf médian passant en dessous.

## Aspect clinique
L'aponévrose bicipitale est superficielle par rapport à l'artère brachiale et au nerf médian, mais profonde par rapport à la veine médiane du coude. Cette protection est importante lors de la prise de sang.
C'est une structure qui doit être incisée pendant l'aponévrotomie du traitement du syndrome aigu des loges de l'avant-bras et de la région du coude.
Historiquement, lorsque la saignée veineuse était pratiquée, l'aponévrose bicipitale formant le plafond de la fosse cubitale, protégeait le contenu le plus important de la fosse (c'est-à-dire l'artère brachiale et le nerf médian).